# Фелікс Тарбук
Фелікс Йозеф Габріель Тарбук, в 1904-19 роках — Тарбук фон Зенсенгорст (нім. Felix Josef Gabriel Tarbuk von Sensenhorst; 3 серпня 1893, Відень — 16 червня 1982, Відень) — австро-угорський і німецький офіцер, оберст вермахту.

## Біографія
Представник сім'ї спадкових військових хорватського походження. Син фельдмаршал-лейтенанта Йоганна Тарбука фон Зенсенгорста і його дружини Матільди Йозефи, уродженої Байргаммер. Мав чотирьох братів (Ганс, Карл, Роберт і Фріц) і 2 сестри. 
Учасник Першої світової війни, служив у залізничних частинах. Після війни влаштувався в Національний банк Австрії. Щоб уникнути вступу в НСДАП і переходу в Райхсбанк, в лютому 1939 року вступив у вермахт, служив в абвері. В 1941 році призначений в Управління абверу ОКВ. В 1942-44 роках — офіцер абверу при великій італійській промисловості і в 150-му фронтовому розвідувальному командуванні (Роверето). В кінці війни потрапив в британський полон у Північній Італії.
Після звільнення повернувся у Відень, де в 1947 році був викрадений співробітниками НКВС і доставлений в радянську зону окупації Австрії. В прискореному порядку військовий трибунал засудив Тарбука до 25 років таборів. Провів 8 років у Воркутинському таборі. В 1955 році звільнений і повернувся до Відня, де очолив Австрійський науково-дослідний інститут деревини і присвятив себе розробці альтернативних видів палива на основі деревини, а також двигунів для газифікації деревини. Був похований з військовими почестями.

## Сім'я
Був тричі одружений:
- з Консуело фон Путті (? — 1926);
- з 1939 року — з Марією Зайлер, уродженою Граццер (1892—1947);
- з 1962 року — з Іолантою Пшибил, уродженою Кохани.

Всі 3 шлюби були бездітними, проте Тарбук всиновив сина другої дружини, Маріо Зайлера-Тарбука (1925). 

## Нагороди
- Медаль «За військові заслуги» (Австро-Угорщина)
- Хрест «За військові заслуги» (Австро-Угорщина) 3-го класу з військовою відзнакою і мечами
- Військовий Хрест Карла
- Залізний хрест 2-го класу
- Пам'ятна військова медаль (Австрія) з мечами
- Почесний хрест ветерана війни з мечами